# Pierre Isacsson
Pierre Einar Isacsson (født 1. december 1947 i Bergum i Västergötland, død 28. september 1994 i Estoniakatastrofen) var en svensk sanger og trubadur. Han boede i Nacka udenfor Stockholm i mange år.
Isacsson er sandsynligvis bedst kendt for sin dybe basstemme, som han demonstrerede med stor succes i sangen "Då Går Jag Ner I Min Källare" fra 1974. Før det var han medlem af Country Four og Family Four, da sidstnævnte gruppe vandt Melodifestivalen, to år i træk og var en stor succes rundt om i landet. I løbet af 1980'erne arbejdede Pierre Isacsson som skuespiller for Riksteatern og udførte mange stemmejob for blandt andre Disney, både som fortæller og som stemme for forskellige karakterer.

## Biografi
Isacsson begyndte sin karriere i 1960'erne. Først i Country Four, derefter fra begyndelsen af 1970'erne i den tidligere familiegruppe Family Four. Family Four, som i løbet af Isacssons tid i gruppen også omfattede bl.a. Marie Bergman vandt Melodifestivalen to år i træk med sangene "Vita vidder" 1971 og "Härliga sommardag" 1972. De sluttede på henholdsvis sjette og trettende plads i Eurovision Song Contest.
Pierre Isacsson forlod Family Four i 1974 for sin egen karriere. Hittet "Då Går Jag Ner I Min Källare", som han skrev sammen med Håkan Thanger, var hans største succes, men alle singlerne fra hans fire albums var succesrige.
I løbet af 1980'erne gik Isacsson ind på sceneskolen med hjælp fra Per Myrberg og skiftede til skuespiller. Pierre optrådte i flere musicaler, blandt andet som planten Audrey II i Little Shop Of Horrors ved Oscars og som far i Karlsson på taget. Takket være sin basstemme fik han ofte et job som højttaler / fortæller på for eksempel Disneys eventyrkassetter og gjorde også stemmen som Lucky Luke. Flere sange blev også indspillet med forbindelser til Disney.
I løbet af de sidste år af sit liv arbejdede Isacsson hos M/S Estonia som en entertainer/cruisevært. Dagen før han skulle starte sin ferie, skete den Estoniakatastrofen. Med ulykken blev arbejdet med et helt nyt album stoppet. Ifølge de overlevende ville Isacsson have haft sin sidste optræden i Baltic Bar ombord på M/S Estonia under den sidste rejse. Avisartikler om ulykken siger, at Isacsson hjalp mange af passagererne i sikkerhed, før han druknede. Isacsson er en af de få, der ikke fulgte ned i dybet. Han er begravet på Bromma kirkegård i Stockholm.

## Diskografi

### Album
- 1974 - Pierre!
- 1975 - En Sommarsaga
- 1976 - Hemma
- 1977 - Igen
- 2021 - Innan Slutet